# Pessac
Pessac là một xã trong tỉnh Gironde, thuộc vùng Nouvelle-Aquitaine của nước Pháp, có dân số là 57.000 người (thời điểm 2004).

## Các thành phố kết nghĩa
- Göppingen, Đức

## Những người con của thành phố
- Jean Eustache, đạo diễn phim